# Artistas y modelos
Artistas y modelos es una comedia, con algunos números musicales, protagonizada por Jerry Lewis, Dean Martin, Dorothy Malone y Shirley MacLaine; con Anita Ekberg y Eva Gabor en papeles secundarios. El guion se basa en la historia Rock-A-Bye Baby de Michael Davidson y Norman Lessine.

## Argumento
Eugene y Rick son dos amigos que comparten piso. Rick es un dibujante fracasado que pinta paredes para subsistir y no soporta a Eugene porque este, que es un fanático de los cómics, tiene constantes pesadillas. Pronto, la tolerancia de Rick aumenta, pues las pesadillas de Eugene son un material excelente para aprovechar en una nueva historieta que tiene en mente.
En el apartamento vecino vive Abigail Parker, que trabaja para una editorial escribiendo las aventuras de Bat Lady (la superheroína con la que Eugene está obsesionado). Su secretaria Bessie Sparrowbush también hace de modelo para los bocetos de Bat Lady disfrazada con el traje de murciélago.
Rick sabe que Abigail busca publicar cómics extraños y violentos así que comienza a escribir y vender las pesadillas que Eugene grita mientras duerme, pero en una de ellas enumera una fórmula que al ser publicada asusta a los militares, pues resulta ser la verdadera receta de un arma secreta. Pero los espías enemigos también leen el cómic...

## Producción
El filme fue filmado entre febrero y mayo de 1955 en los Estudios Paramount. Se estrenó el 7 de noviembre de ese mismo año y fue una de las películas más taquilleras de la pareja Martin-Lewis con $1.5 millones ($12,589,869.40 en 2011). El filme fue filmado en VistaVision y Eastmancolor y sonido estereofónico. En el diseño destaca el vestuario de Edith Head.
Artistas y modelos fue la primera vez que Lewis trabajó con el que fue director de capítulos para los Looney Tunes Frank Tashlin.  Lewis y el trabajarian después en otros seis filmes.
El productor Hal B. Wallis eligió a Tashlin como director porque muchos de los gags de la película están inspirados en los dibujos animados. Artistas y modelos está considerada una de las comedias más representativas y que mejor reflejan la cultura pop de mediados de los años 50, con referencias al cómic, la publicidad, la Guerra Fría y la carrera espacial.
El erotismo en Artistas y modelos es evidente, haciendo a este un film más adulto que los previos de la pareja e incluyendo un claro fetichismo hacia los insinuantes disfraces de las modelos. Algunas de las ideas de Tashlin fueron suprimidas por la censura pero, aun así, el filme está lleno de ingeniosas bromas de doble sentido que bordean lo aceptable para aquella época.
Originalmente iba a titularse Rock-A-Bye Baby; título que se usó posteriormente para una película de 1958.
Harry Warren y Jack Brooks se ocuparon de las canciones, que incluyen "When You Pretend", "You Look So Familiar", "Innamorata (Sweetheart)", "The Lucky Song", y "Artists and Models."
Para el papel de Abby se consideró a Lizabeth Scott, pero cuando esta lo rechazó Martin sugirió dárselo a Dorothy Malone, que ya había trabajado con él en Scared Stiff.
El filme está lleno de cameos de amigos de Martin y Lewis: Eddie Mayehoff, Kathleen Freeman, Jack Elam y Anita Ekberg.
La nave espacial que aparece en la escena del laboratorio es la misma que aparece en el filme de 1955 Conquest of Space, dirigida por George Pal. 
El cómic de "Vincent el buitre" aparece también en el episodio piloto de Superagente 86.

## Otros créditos
- Productora: Paramount Pictures.
- Color: Technicolor.
- Sonido: Gene Garvin y Hugo Grenzbach.
- Asistente de dirección: Charles C. Coleman.
- Dirección artística: Tambi Larsen y Hal Pereira.
- Decorados: Sam Comer y Arthur Krams.
- Diseño de vestuario: Edith Head.
- Maquillaje: Wally Westmore.
- Coreografía: Charles O'Curran (Creador de los números musicales).